# 基維恐怖麗魚
基維恐怖麗魚（学名：Dimidiochromis kiwinge）為輻鰭魚綱鱸形目隆頭魚亞目慈鯛科的其中一種，分布於非洲馬拉威湖流域，體長可達30公分，棲息在岩石底質水域，以小魚為食，生活習性不明，可做為觀賞魚。

## 擴展閱讀
維基物種上的相關：基維恐怖麗魚